# Isolepis prolifera
Isolepis prolifera là loài thực vật có hoa trong họ Cói. Loài này được (Rottb.) R.Br. mô tả khoa học đầu tiên năm 1810.